# Critério do Dauphiné de 2014
A 66.ª edição do Critério do Dauphiné foi uma competição de ciclismo de estrada que se disputou entre a 8 e a 15 de junho de 2014, com um percurso de 1176 km distribuídos em 8 etapas, com início em Lyon e final em Courchevel.
A corrida fez parte do UCI WorldTour de 2014, sendo a décima-sexta competição de dito calendário.
O ganhador foi o estadounidense Andrew Talansky, sendo acompanhado no pódio por Alberto Contador e Jurgen Van Den Broeck.
Nas classificações secundárias impuseram-se Chris Froome (pontos), Alessandro De Marchi (montanha), Wilco Kelderman (jovens) e Astana (equipas).

## Equipas participantes
Tomaram parte na corrida 21 equipas. Os 18 de categoria UCI ProTeam (ao ser obrigatória sua participação) e 3 de categoria Profissional Continental que o fazem mediante convite da organização. Eles foram o Cofidis, Solutions Crédits, o NetApp-Endura e o IAM Cycling. A cada equipa esteve integrada por 8 ciclistas, formando assim um pelotão de 168 competidores, dos que finalizaram 128.
| Equipa                     | Cód. UCI | Categoria                | Chefe de filas             |
| -------------------------- | -------- | ------------------------ | -------------------------- |
| Team Sky                   | SKY      | UCI ProTeam              | Chris Froome               |
| Astana Pro Team            | AST      | UCI ProTeam              | Vincenzo Nibali            |
| Tinkoff-Saxo               | TCS      | UCI ProTeam              | Alberto Contador           |
| Cofidis, Solutions Crédits | COF      | Profissional Continental | Rein Taaramäe              |
| Orica GreenEDGE            | OGE      | UCI ProTeam              | Simon Gerrans              |
| Movistar Team              | MOV      | UCI ProTeam              | Igor Antón Beñat Intxausti |
| AG2R La Mondiale           | ALM      | UCI ProTeam              | Jean-Christophe Péraud     |
| Team Europcar              | EUC      | UCI ProTeam              | Thomas Voeckler            |
| Lotto Belisol              | LTB      | UCI ProTeam              | Jurgen Van Den Broeck      |
| IAM Cycling                | IAM      | Profissional Continental | Sylvain Chavanel           |
| Cannondale                 | CAN      | UCI ProTeam              | Maciej Bodnar              |
| Trek Factory Racing        | TFR      | UCI ProTeam              | Giacomo Nizzolo            |
| BMC Racing Team            | BMC      | UCI ProTeam              | Tejay Van Garderen         |
| Team Katusha               | KAT      | UCI ProTeam              | Daniel Moreno              |
| Omega Pharma-Quick Step    | OPQ      | UCI ProTeam              | Michał Kwiatkowski         |
| Fdj.fr                     | FDJ      | UCI ProTeam              | Kenny Elissonde            |
| Garmin Sharp               | GRS      | UCI ProTeam              | Ryder Hesjedal             |
| Giant-Shimano              | GIA      | UCI ProTeam              | Thierry Hupond             |
| Lampre-Merida              | LAM      | UCI ProTeam              | Damiano Cunego             |
| Belkin-Pro Cycling Team    | BEL      | UCI ProTeam              | Wilco Kelderman            |
| NetApp-Endura              | TNE      | Profissional Continental | Leopold König              |

## Percorrido
A corrida começou com uma contrarrelógio indivivual de 10,4 quilómetros em Lyon. A 2.ª etapa teve seis portos de montanha, onde se destacou o final na cume do Col du Béal de categoria especial. A terceira etapa foi plana, favorável para os velocistas, e ao dia seguinte esteve marcado pelo Col de Manse (2.ª) e sua descida a Gap. A 5.ª etapa teve um típico percurso rompe pernas, com seis portos, 3 de 3.ª e 3 de 2.ª e a sexta será novamente favorável a velocistas, ainda que teve um porto de 4.ª categoria a 5 km do final.
Nas últimas duas etapas chegou a alta montanha. A 7.ª foi a jornada reina e finalizou em Suíça depois de passar pelo Col du Corbier (1.ª), o Col da Forclaz (HC) e a ascensão final a Finhaut-Emosson (HC). A última etapa depois de ascender o Col de Saisies (1.ª) e a Côte de Montagny (1.ª), finalizou na estação de esqui de Courchevel (1.ª).

## Desenvolvimento geral
As primeiras duas etapas estiveram marcadas pelo duelo Froome-Contador, onde o britânico se mostrou como o mais forte ganhando a contrarrelógio e a chegada no Col de Béal. Na crono impôs-se por 8 segundos tomando a liderança da corrida. Ao dia seguinte, na última ascensão Froome lançou vários ataques faltando 5 km, mas sem poder sacar da roda ao espanhol. Só 4 corredores conseguiram se manter junto ao britânico; Contador, Van Den Broeck, Kelderman e Nibali, aos que depois se somou Talansky. No último médio quilómetro um novo ataque de Froome descolou a seus rivais, menos a Contador. Na linha de meta impôs-se o britânico e com as bonificações ampliou em 4 segundos as diferenças na geral, ficando o espanhol a 12 s.
Nas seguintes etapas, o Sky de Froome controlou a corrida. Nikias Arndt venceu em esprint em massa a terceira etapa e na quarta, quinta e sexta, permitiram-se fugas de ciclistas que não complicavam na classificação geral. Assim, o Katusha ficou com a 4.ª e a 5.ª por intermediário de Yury Trofimov e Simon Špilak, ambos triunfos em forma solitária e o Omega com a 6.ª que conseguiu Jan Bakelants. A sexta etapa esteve marcada por uma queda do líder Froome, quem se foi ao solo faltando 8 quilómetros para o final, ainda que o pelotão decidiu abrandar a marcha e lhe permitir recuperar a posição.
A corrida ficou para definir-se nas 2 etapas finais. Na última subida da 7.ª jornada, Froome contava com 4 colegas que marcavam o ritmo, enquanto nenhum colega de Contador ia no pelotão. O grupo ia-se reduzindo enquanto os corredores do Sky apartavam-se uma vez realizado seu trabalho. A falta de 2 quilómetros e quando sozinho Richie Porte lhe ficava como companhia a Froome, Contador lançou um ataque que ninguém seguiu. O britânico manteve-se a roda de Porte, enquanto o australiano tentava que o espanhol não se afastasse. Faltando um quilómetro Porte apartou-se e Froome continuou com a tentativa de descontar mas não foi possível. A etapa ganhou-a Lieuwe Westra, quem ia por adiante do grupo de favoritos, enquanto Contador entrava 4.º em meta e lhe sacava 20 segundos a Froome, vestindo-se como novo maillot amarelo por 8 segundos.
A surpresa chegou na última etapa quando no primeiro porto do dia (Côte de Domancy de 2.ª categoria) formou-se uma fuga de 23 corredores. O Sky tinha a três homens diante, Porte, Neve e López, mas também estavam o 3.º da geral (Talansky) e o 5.º (Van Den Broeck). No Col des Saisies, Froome e o resto do Sky, romperam ao pelotão deixando a Contador sem companhia e a vantagem da fuga rondava os 3 minutos o qual convertia a Talansky em ganhador virtual já que se encontrava a 39 s na geral. A escapada não lhe servia ao Sky pelo qual Porte e López se atrasaram até posição de Froome. Faltando menos de 30 km, o grupo de Talansky e Van Den Broeck, levavam pouco mais de 1 minuto, enquanto desde atrás saíram Nibali e Kelderman. Ao iniciar a ascensão à Côte de Montagny, as diferenças eram de 1 min 10 s a Nibali-Kelderman e 2 min 30 s a Contador-Froome. Em plena ascensão e a falta de 22 km, Contador saiu a procurar a corrida deixando atrás a Chris Froome. Na cume Talansky coroou com 1 min 15 s de vantagem sobre Contador enquanto Froome já perdia mais de 2 e meio. As diferenças mantiveram-se no descida seguinte e a ascensão a Courchevel. Em posições intermediárias, Kelderman deixou atrás a Nibali, enquanto Contador posteriormente atingia e ultrapassava ao italiano e Froome ficava fora de toda chance.
A etapa foi pára Mikel Nieve e Andrew Talansky entrou em 4.ª posição, sacando-lhe a Contador pouco mais de um minuto o qual lhe atingiu para se coroar ganhador da corrida.

## Etapas

### Etapa 1.8 de junhoLyon-Lyon, 10,4 km
|     | Ciclista         | Equipa       | Tempo       |
| --- | ---------------- | ------------ | ----------- |
| 1.º | Chris Froome     | Sky          | 13 min 13 s |
| 2.º | Alberto Contador | Tinkoff-Saxo | a 8 s       |
| 3.º | Bob Jungels      | Trek         | a 9 s       |
| 4.º | Andrew Talansky  | Garmin Sharp | a 11 s      |
| 5.º | Wilco Kelderman  | Belkin       | m.t.        |

|     | Ciclista         | Equipa       | Tempo       |
| --- | ---------------- | ------------ | ----------- |
| 1.º | Chris Froome     | Sky          | 13 min 13 s |
| 2.º | Alberto Contador | Tinkoff-Saxo | a 8 s       |
| 3.º | Bob Jungels      | Trek         | a 9 s       |
| 4.º | Andrew Talansky  | Garmin Sharp | a 11 s      |
| 5.º | Wilco Kelderman  | Belkin       | m.t.        |

### Etapa 2.9 de junho.Tarare-Col du Béal (Pays d'Olliergues), 156 km
|     | Ciclista              | Equipa        | Tempo           |
| --- | --------------------- | ------------- | --------------- |
| 1.º | Chris Froome          | Sky           | 4 h 24 min 41 s |
| 2.º | Alberto Contador      | Tinkoff-Saxo  | m.t.            |
| 3.º | Wilco Kelderman       | Belkin        | a 4 s           |
| 4.º | Jurgen Van Den Broeck | Lotto Belisol | a 10 s          |
| 5.º | Andrew Talansky       | Garmin Sharp  | a 12 s          |

|     | Ciclista              | Equipa        | Tempo           |
| --- | --------------------- | ------------- | --------------- |
| 1.º | Chris Froome          | Sky           | 4 h 37 min 44 s |
| 2.º | Alberto Contador      | Tinkoff-Saxo  | a 12 s          |
| 3.º | Wilco Kelderman       | Belkin        | a 21 s          |
| 4.º | Andrew Talansky       | Garmin Sharp  | a 33 s          |
| 5.º | Jurgen Van Den Broeck | Lotto Belisol | a 35 s          |

### Etapa 3.10 de junho.Ambert-Le Teil, 194 km
|     | Ciclista                    | Equipa        | Tempo           |
| --- | --------------------------- | ------------- | --------------- |
| 1.º | Nikias Arndt                | Giant-Shimano | 5 h 30 min 03 s |
| 2.º | Kris Boeckmans              | Lotto-Belisol | m.t.            |
| 3.º | Reinardt Janse Van Rensburg | Giant-Shimano | m.t.            |
| 4.º | Yannick Martinez            | Europcar      | m.t.            |
| 5.º | Davide Cimolai              | Lampre-Merida | m.t.            |

|     | Ciclista              | Equipa        | Tempo            |
| --- | --------------------- | ------------- | ---------------- |
| 1.º | Chris Froome          | Sky           | 10 h 07 min 47 s |
| 2.º | Alberto Contador      | Tinkoff-Saxo  | a 12 s           |
| 3.º | Wilco Kelderman       | Belkin        | a 21 s           |
| 4.º | Andrew Talansky       | Garmin-Sharp  | a 33 s           |
| 5.º | Jurgen Van Den Broeck | Lotto-Belisol | a 35 s           |

### Etapa 4.11 de junho.Montélimar-Gap, 167,5 km
|     | Ciclista             | Equipa        | Tempo          |
| --- | -------------------- | ------------- | -------------- |
| 1.º | Yury Trofimov        | Katusha       | 3 h 59 min 22s |
| 2.º | Gustav Larsson       | IAM           | a 23 s         |
| 3.º | Pim Ligthart         | Lotto Belisol | a 25 s         |
| 4.º | Lars-Petter Nordhaug | Belkin        | a 28 s         |
| 5.º | Peter Velits         | BMC           | a 28 s         |

|     | Ciclista              | Equipa        | Tempo           |
| --- | --------------------- | ------------- | --------------- |
| 1.º | Chris Froome          | Sky           | 14 h 9 min 19 s |
| 2.º | Alberto Contador      | Tinkoff-Saxo  | a 12 s          |
| 3.º | Wilco Kelderman       | Belkin        | a 21 s          |
| 4.º | Andrew Talansky       | Garmin Sharp  | a 33 s          |
| 5.º | Jurgen Van Den Broeck | Lotto Belisol | a 35 s          |

### Etapa 5.12 de junho.Sisteron-La Mure, 189,5 km
|     | Ciclista        | Equipa           | Tempo           |
| --- | --------------- | ---------------- | --------------- |
| 1.º | Simon Špilak    | Katusha          | 4 h 51 min 24 s |
| 2.º | Wilco Kelderman | Belkin           | a 14 s          |
| 3.º | Adam Yates      | Orica GreenEDGE  | m.t.            |
| 4.º | Daryl Impey     | Orica GreenEDGE  | a 17 s          |
| 5.º | Romain Bardet   | AG2R La Mondiale | m.t.            |

|     | Ciclista              | Equipa                  | Tempo            |
| --- | --------------------- | ----------------------- | ---------------- |
| 1.º | Chris Froome          | Sky                     | 19 h 01 min 00 s |
| 2.º | Alberto Contador      | Tinkoff-Saxo            | a 12 s           |
| 3.º | Wilco Kelderman       | Belkin-Pro Cycling Team | m.t.             |
| 4.º | Andrew Talansky       | Garmin-Sharp            | a 33 s           |
| 5.º | Jurgen Van Den Broeck | Lotto-Belisol           | a 35 s           |

### Etapa 6.13 de junho.Grenoble-Poisy, 178,5 km
|     | Ciclista        | Equipa                  | Tempo           |
| --- | --------------- | ----------------------- | --------------- |
| 1.º | Jan Bakelants   | Omega Pharma-Quick Step | 4 h 07 min 20 s |
| 2.º | Lieuwe Westra   | Astana Pro Team         | m.t.            |
| 3.º | Zdeněk Štybar   | Omega Pharma-Quick Step | a 24 s          |
| 4.º | Pim Ligthart    | Lotto-Belisol           | m.t.            |
| 5.º | Jens Keukeleire | Orica GreenEDGE         | m.t.            |

|     | Ciclista              | Equipa                  | Tempo            |
| --- | --------------------- | ----------------------- | ---------------- |
| 1.º | Chris Froome          | Team Sky                | 23 h 12 min 15 s |
| 2.º | Alberto Contador      | Tinkoff-Saxo            | a 12 s           |
| 3.º | Wilco Kelderman       | Belkin-Pro Cycling Team | m.t.             |
| 4.º | Andrew Talansky       | Garmin-Sharp            | a 33 s           |
| 5.º | Jurgen Van Den Broeck | Lotto-Belisol           | a 35 s           |

### Etapa 7.14 de junho.Ville-la-Grand-Finaut-Emosson, 160 km
|     | Ciclista         | Equipa          | Tempo           |
| --- | ---------------- | --------------- | --------------- |
| 1.º | Lieuwe Westra    | Astana Pro Team | 4 h 32 min 51 s |
| 2.º | Yury Trofimov    | Team Katusha    | a 7 s           |
| 3.º | Egor Silin       | Team Katusha    | a 16 s          |
| 4.º | Alberto Contador | Tinkoff-Saxo    | a 1 min 33 s    |
| 5.º | Andrew Talansky  | Garmin-Sharp    | a 1 min 51 s    |

|     | Ciclista              | Equipa             | Tempo            |
| --- | --------------------- | ------------------ | ---------------- |
| 1.º | Alberto Contador      | Tinkoff-Saxo       | 27 h 46 min 51 s |
| 2.º | Chris Froome          | Team Sky           | a 8 s            |
| 3.º | Andrew Talansky       | Garmin-Sharp       | a 39 s           |
| 4.º | Wilco Kelderman       | Belkin Pro Cycling | a 59 s           |
| 5.º | Jurgen Van Den Broeck | Lotto-Belisol      | a 1 min 14 s     |

### Etapa 8.15 de junho.Megève-Courchevel, 131,5 km
|     | Ciclista              | Equipa           | Tempo           |
| --- | --------------------- | ---------------- | --------------- |
| 1.º | Mikel Nieve           | Team Sky         | 3 h 20 min 29 s |
| 2.º | Romain Bardet         | AG2R La Mondiale | a 3 s           |
| 3.º | Adam Yates            | Orica GreenEDGE  | a 5 s           |
| 4.º | Andrew Talansky       | Garmin-Sharp     | a 9 s           |
| 5.º | Jurgen Van Den Broeck | Lotto-Belisol    | m.t.            |

|     | Ciclista              | Equipa                  | Tempo            |
| --- | --------------------- | ----------------------- | ---------------- |
| 1.º | Andrew Talansky       | Garmin-Sharp            | 31 h 08 min 08 s |
| 2.º | Alberto Contador      | Tinkoff-Saxo            | a 27 s           |
| 3.º | Jurgen Van Den Broeck | Lotto-Belisol           | a 35 s           |
| 4.º | Wilco Kelderman       | Belkin-Pro Cycling Team | a 43 s           |
| 5.º | Romain Bardet         | AG2R La Mondiale        | a 1 min 20 s     |

## Classificações finais

### Classificação geral
| Posição | Ciclista              | Equipa                     | Tempo            |
| ------- | --------------------- | -------------------------- | ---------------- |
|         | Andrew Talansky       | Garmin Sharp               | 31 h 08 min 08 s |
| 2.º     | Alberto Contador      | Tinkoff-Saxo               | a 27 s           |
| 3.º     | Jurgen Van Den Broeck | Lotto Belisol              | a 35 s           |
| 4.º     | Wilco Kelderman       | Belkin                     | a 43 s           |
| 5.º     | Romain Bardet         | AG2R La Mondiale           | a 1 min 20 s     |
| 6.º     | Adam Yates            | Orica GreenEDGE            | a 2 min 05 s     |
| 7.º     | Vincenzo Nibali       | Astana                     | a 2 min 12 s     |
| 8.º     | Mikel Nieve           | Sky                        | a 2 min 59 s     |
| 9.º     | Dani Navarro          | Cofidis, Solutions Crédits | a 3 min 04 s     |
| 10.º    | Jakob Fuglsang        | Astana                     | a 3 min 17 s     |

| 11.º | Leopold König         | NetApp-Endura           | a 4 min 03 s |
| 12.º | Christopher Froome    | Sky                     | a 4 min 25 s |
| 13.º | Tejay Van Garderen    | BMC                     | a 5 min 11 s |
| 14.º | Sébastien Reichenbach | IAM                     | a 6 min 31 s |
| 15.º | John Gadret           | Movistar                | a 6 min 33 s |
| 16.º | Yury Trofimov         | Katusha                 | a 7 min 02 s |
| 17.º | Tanel Kangert         | Astana                  | a 8 min 37 s |
| 18.º | Darwin Atapuma        | BMC                     | a 8 min 43 s |
| 19.º | Daniel Moreno         | Katusha                 | a 9 min 07 s |
| 20.º | Jan Bakelants         | Omega Pharma-Quick Step | a 9 min 20 s |

### Classificação da montanha
| Posição | Ciclista             | Equipa       | Pontos |
| ------- | -------------------- | ------------ | ------ |
|         | Alessandro De Marchi | Cannondale   | 102    |
| 2.º     | Egor Silin           | Katusha      | 64     |
| 3.º     | Lieuwe Westra        | Astana       | 61     |
| 4.º     | Yury Trofimov        | Katusha      | 58     |
| 5.º     | Andrew Talansky      | Garmin-Sharp | 48     |

### Classificação por pontos
| Posição | Ciclista           | Equipa                  | Pontos |
| ------- | ------------------ | ----------------------- | ------ |
|         | Christopher Froome | Sky                     | 34     |
| 2.º     | Alberto Contador   | Tinkoff-Saxo            | 33     |
| 3.º     | Wilco Kelderman    | Belkin                  | 32     |
| 4.º     | Jan Bakelants      | Omega Pharma-Quick Step | 29     |
| 5.º     | Andrew Talansky    | Garmin-Sharp            | 28     |

### Classificação dos jovens
| Posição | Ciclista              | Equipa           | Tempo            |
| ------- | --------------------- | ---------------- | ---------------- |
|         | Wilco Kelderman       | Belkin           | 31 h 08 min 51 s |
| 2.º     | Romain Bardet         | AG2R La Mondiale | a 37 s           |
| 3.º     | Adam Yates            | Orica GreenEDGE  | a 1 min 22 s     |
| 4.º     | Sébastien Reichenbach | IAM              | a 5 min 48 s     |
| 5.º     | Kenny Elissonde       | Fdj.fr           | a 35 min 32 s    |

### Classificação por equipas
| Posição | Equipa                     | Tempo            |
| ------- | -------------------------- | ---------------- |
|         | Astana                     | 93 h 29 min 36 s |
| 2       | Sky                        | a 18 min 26 s    |
| 3       | AG2R La Mondiale           | a 32 min 50 s    |
| 4       | Katusha                    | a 36 min 59 s    |
| 5       | Cofidis, Solutions Crédits | a 38 min 05 s    |

## Evolução das classificações
| Etapa (Vencedor)             | Classificação geral | Classificação por pontos | Classificação da montanha | Classificação dos jovens | Classificação por equipas |
| ---------------------------- | ------------------- | ------------------------ | ------------------------- | ------------------------ | ------------------------- |
| Etapa 1 (CRI) (Chris Froome) | Chris Froome        | Chris Froome             | Vincenzo Nibali           | Bob Jungels              | Sky                       |
| Etapa 2 (Chris Froome)       | Chris Froome        | Chris Froome             | Kévin Réza                | Wilco Kelderman          | Astana                    |
| Etapa 3 (Nikias Arndt)       | Chris Froome        | Chris Froome             | Kévin Réza                | Wilco Kelderman          | Astana                    |
| Etapa 4 (Yury Trofimov)      | Chris Froome        | Chris Froome             | Kévin Réza                | Wilco Kelderman          | Astana                    |
| Etapa 5 (Simon Špilak)       | Chris Froome        | Chris Froome             | Alessandro De Marchi      | Wilco Kelderman          | Astana                    |
| Etapa 6 (Jan Bakelants)      | Chris Froome        | Chris Froome             | Alessandro De Marchi      | Wilco Kelderman          | Astana                    |
| Etapa 7 (Lieuwe Westra)      | Alberto Contador    | Chris Froome             | Alessandro De Marchi      | Wilco Kelderman          | Astana                    |
| Etapa 8 (Mikel Nieve)        | Andrew Talansky     | Chris Froome             | Alessandro De Marchi      | Wilco Kelderman          | Astana                    |
| Final                        | Andrew Talansky     | Chris Froome             | Alessandro De Marchi      | Wilco Kelderman          | Astana                    |

## UCI World Tour
O Critério do Dauphiné outorgou pontos para o UCI WorldTour de 2014, somente para corredores de equipas UCI ProTeam. As seguintes tabelas são o barómetro de pontuação e os corredores que obtiveram pontos:
| Position            | 1.º | 2.º | 3.º | 4.º | 5.º | 6.º | 7.º | 8.º | 9.º | 10.º |
| Classificação geral | 100 | 80  | 70  | 60  | 50  | 40  | 30  | 20  | 10  | 4    |
| Por etapa           | 6   | 4   | 2   | 1   | 1   |     |     |     |     |      |

| Ciclista              | Equipo           | Pontos |
| --------------------- | ---------------- | ------ |
| Andrew Talansky       | Garmin Sharp     | 104    |
| Alberto Contador      | Tinkoff-Saxo     | 89     |
| Jurgen Van den Broeck | Lotto Belisol    | 72     |
| Wilco Kelderman       | Belkin           | 67     |
| Romain Bardet         | AG2R La Mondiale | 55     |
| Adam Yates            | Orica GreenEDGE  | 44     |
| Vincenzo Nibali       | Astana           | 30     |
| Mikel Nieve           | Sky              | 26     |
| Chris Froome          | Sky              | 12     |
| Yury Trofimov         | Katusha          | 10     |

| Resto de corredores         | Resto de corredores     | Resto de corredores | Resto de corredores |
| --------------------------- | ----------------------- | ------------------- | ------------------- |
| Ciclista                    | Equipo                  | Pontos              |                     |
| Lieuwe Westra               | Astana                  | 10                  |                     |
| Nikias Arndt                | Giant-Shimano           | 6                   |                     |
| Jan Bakelants               | Omega Pharma-Quick Step | 6                   |                     |
| Simon Špilak                | Katusha                 | 6                   |                     |
| Kris Boeckmans              | Lotto Belisol           | 4                   |                     |
| Jakob Fuglsang              | Astana                  | 4                   |                     |
| Pim Ligthart                | Lotto Belisol           | 3                   |                     |
| Reinardt Janse van Rensburg | Giant-Shimano           | 2                   |                     |
| Bob Jungels                 | Trek Factory Racing     | 2                   |                     |
| Egor Silin                  | Katusha                 | 2                   |                     |
| Zdeněk Štybar               | Omega Pharma-Quick Step | 2                   |                     |
| Davide Cimolai              | Lampre-Merida           | 1                   |                     |
| Daryl Impey                 | Orica GreenEDGE         | 1                   |                     |
| Jens Keukeleire             | Orica GreenEDGE         | 1                   |                     |
| Yannick Martinez            | Europcar                | 1                   |                     |
| Lars Petter Nordhaug        | Belkin                  | 1                   |                     |
| Peter Velits                | BMC Racing              | 1                   |                     |